# Ермаков, Фома Кузьмич
Фома́ Кузьми́ч Ермако́в (30 апреля 1927, Большое Волково, Вотская автономная область — 11 декабря 2015, Ижевск) — советский удмуртский литературовед, в 1954—1976 годах — научный сотрудник, заведующий сектором литературы Удмуртского научно-исследовательского института. Первый среди удмуртов кандидат филологических наук (1961).

## Биография
Родился в 1927 году в деревне Большое Волково Вавожской волости Можгинского уезда (ныне — в Вавожском районе Удмуртии). Из крестьянской семьи.
Окончив сельскую школу-семилетку, в 1941—1944 годах учился в Можгинском ветеринарном техникуме. В 1944—1949 годах — ветеринарный фельдшер при Большеволковском зооветучастке.
В 1949 году поступил на факультет языка и литературы Удмуртского педагогического института. Окончив в 1953 году институт, работал учителем Варзи-Ятчинской школы, затем — редактор Удмурсткого книжного издательства.
В 1954—1976 годах — старший научный сотрудник, заведующий сектором литературы Удмуртского научно-исследовательского института.
Член КПСС с 1957 года. Член Союза писателей СССР с 1958 года. Кандидат филологических наук (1961).
Изучение им в институте творчества Кузебая Герда привело к исключению его из партии в 1971 году, после нескольких лет апелляций его дело дошло до А. Я. Пельше, в 1978 году восстановлен в рядах членов партии с сохранением партийного стажа решением Контрольной партийной комиссии при ЦК КПСС.
В 1974—1983 годах — литсотрудник бюро пропаганды художественной литературы Союза писателей Удмуртской АССР.
В 1984—2001 — преподаватель в Удмуртском институте усовершенствования учителей: доцент (1984), профессор (1990), заведующий кафедрой методики преподавания удмуртского языка (1991—1999).
С 2001 года на пенсии; продолжал заниматься творческой работой. Умер 11 декабря 2015 в Ижевске.

## Труды
Печатался с 1954 года. Автор свыше 400 научных работ, в числе которых 14 монографий, 4 коллективных монографии, книги, сборники, 5 брошюр, 5 программ по удмуртской литературе для школ и средних специальных учебных заведений около 300 статей, опубликованных в 28 советских и зарубежных газетах.
Один из авторов «Очерков истории удмуртской советской литературы» (1957).
Автор первой монографии по удмуртской литературе («Поэзия и проза М. П. Петрова», 1960), а также монографий «Путь удмуртской прозы» (1975), «Творческие связи удмуртской литературы с русской и другими литературами мира» (1981), «Удмуртская поэма» (1987).
Является автором всех глав об удмуртской литературе в шеститомном издании АН СССР «История советской многонациональной литературы» (1970—1974). Автор более 80 статей в энциклопедиях: Большая советская энциклопедия, Краткая литературная энциклопедия (1962—1978), Литературный энциклопедический словарь (1987), энциклопедия «Удмуртская Республика» (2000).

## Награды
- Заслуженный работник культуры Удмуртской АССР (1989)
- Заслуженный деятель науки Удмуртской Республики (1992)
- Государственная премия Удмуртской Республики (1994) — за книги «Кузебай Герд. Жизнь и творчество» и «Межпредметные связи русской и удмуртской литератур»
- Орден Дружбы народов (1995)
- медали, в том числе:
  - «За доблестный труд в Великой Отечественной войне 1941—1945 гг.»
  - «В ознаменование 100-летия со дня рождения Владимира Ильича Ленина»
- Почётные грамоты Правления Союза писателей РСФСР (1987) и Государственного Совета Удмуртской Республики (2002)
- Почётный работник высшего профессионального образования Российской Федерации (2002).